# Centralny Zarząd Dyspozytorski

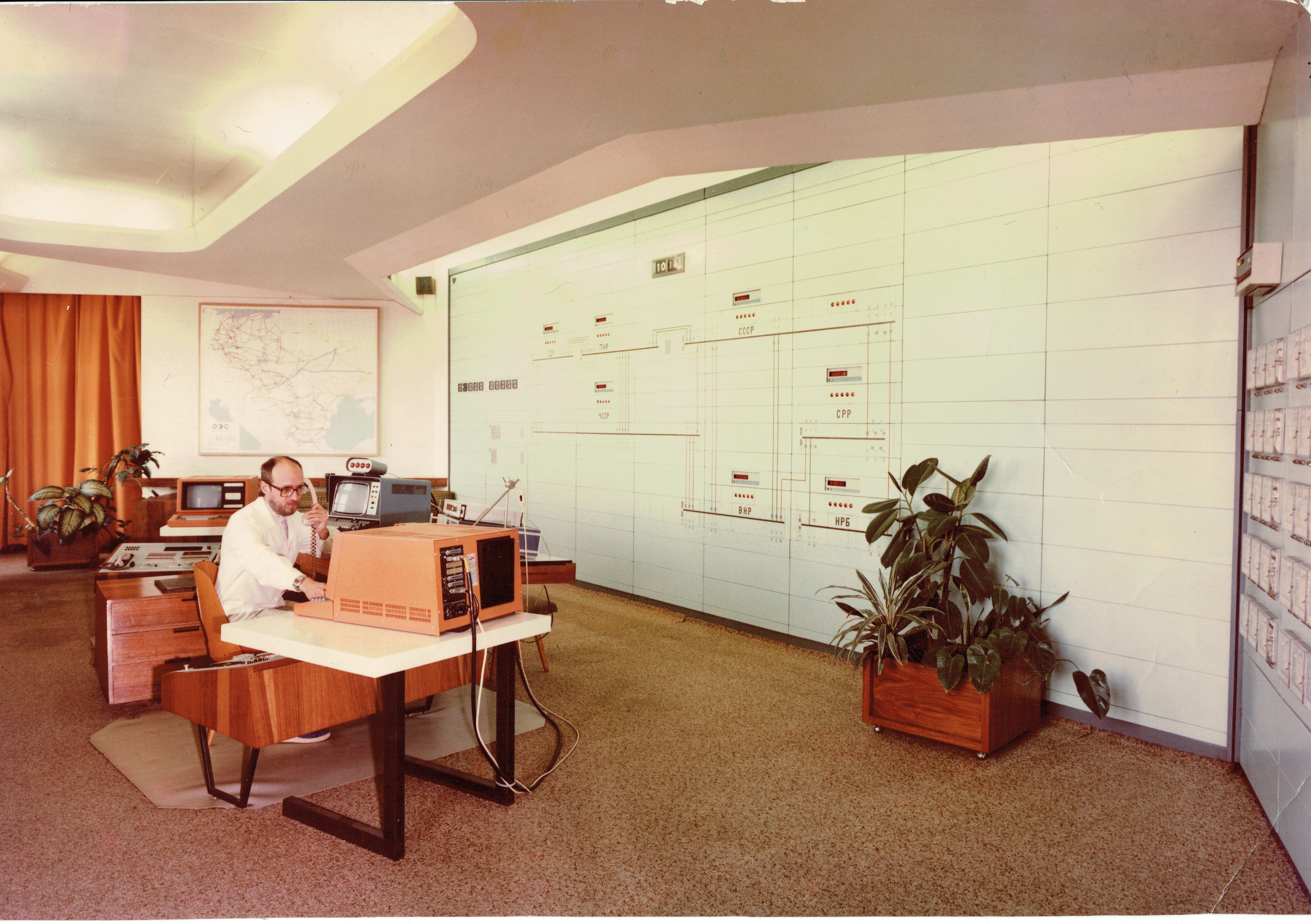
inż. Władysław Szarski jako dyspozytor energetyczny w CZD Praha

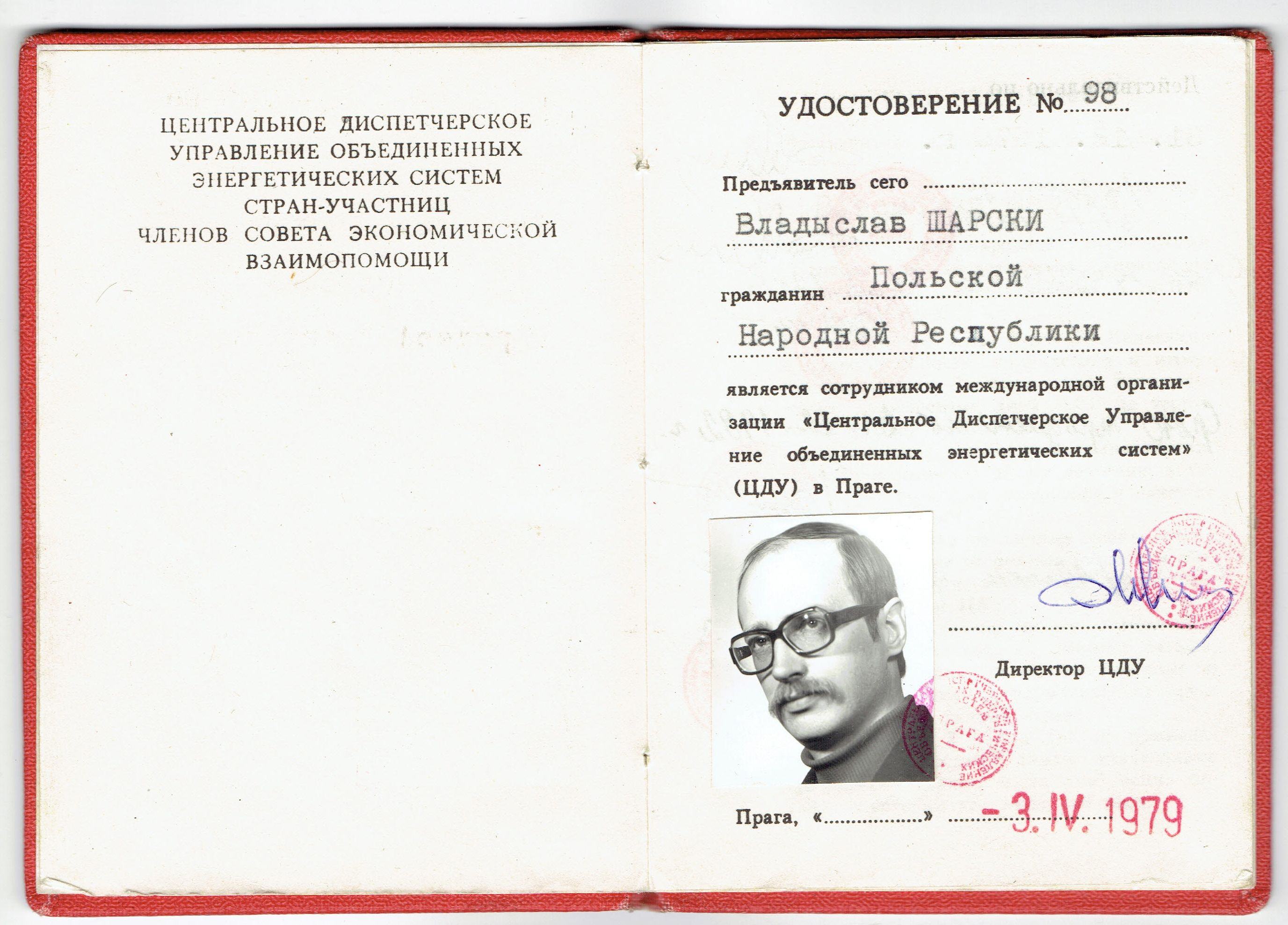
Legitymacja służbowa dyspozytora CZD

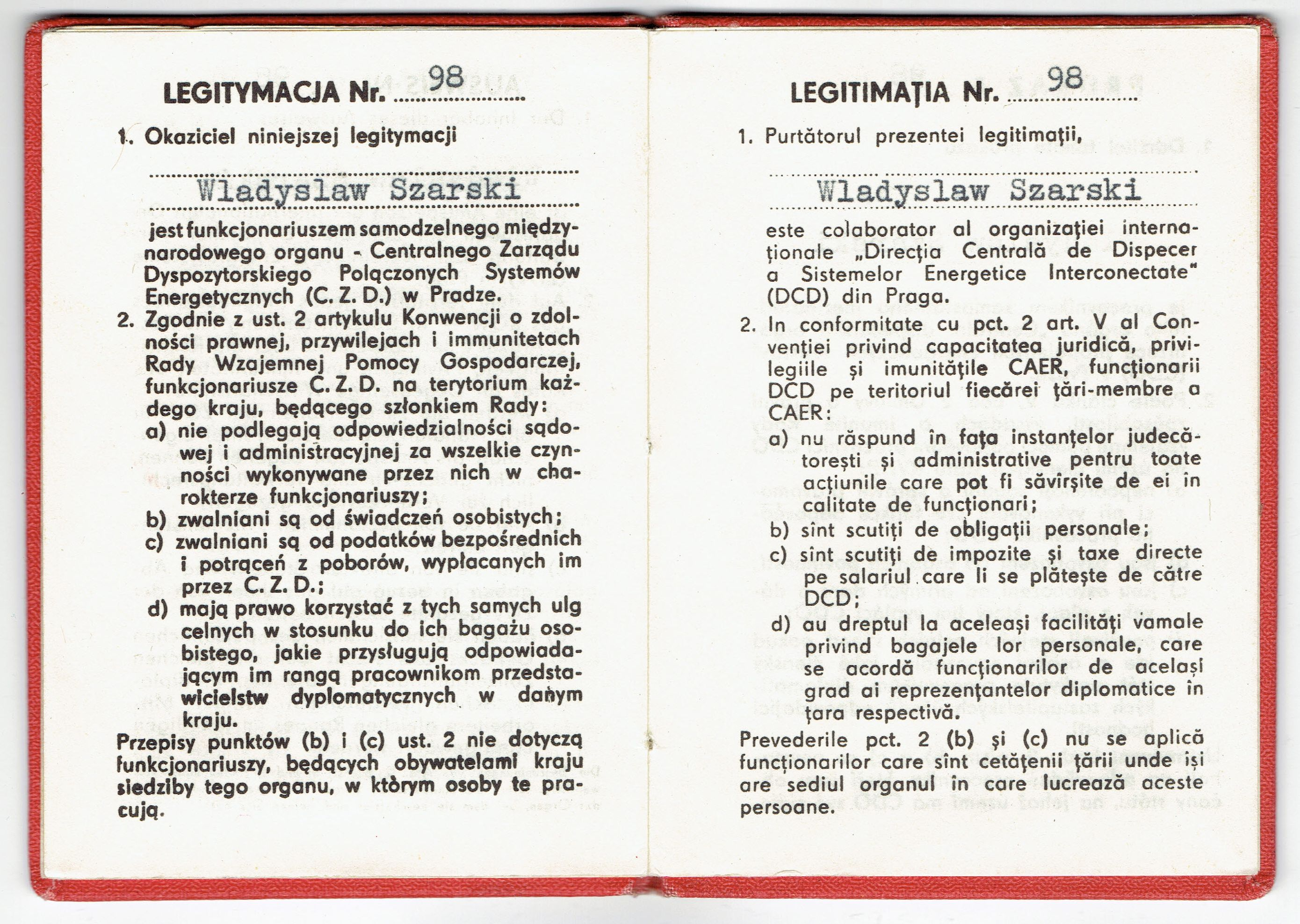
Legitymacja służbowa CZD tekst polski i rumuński

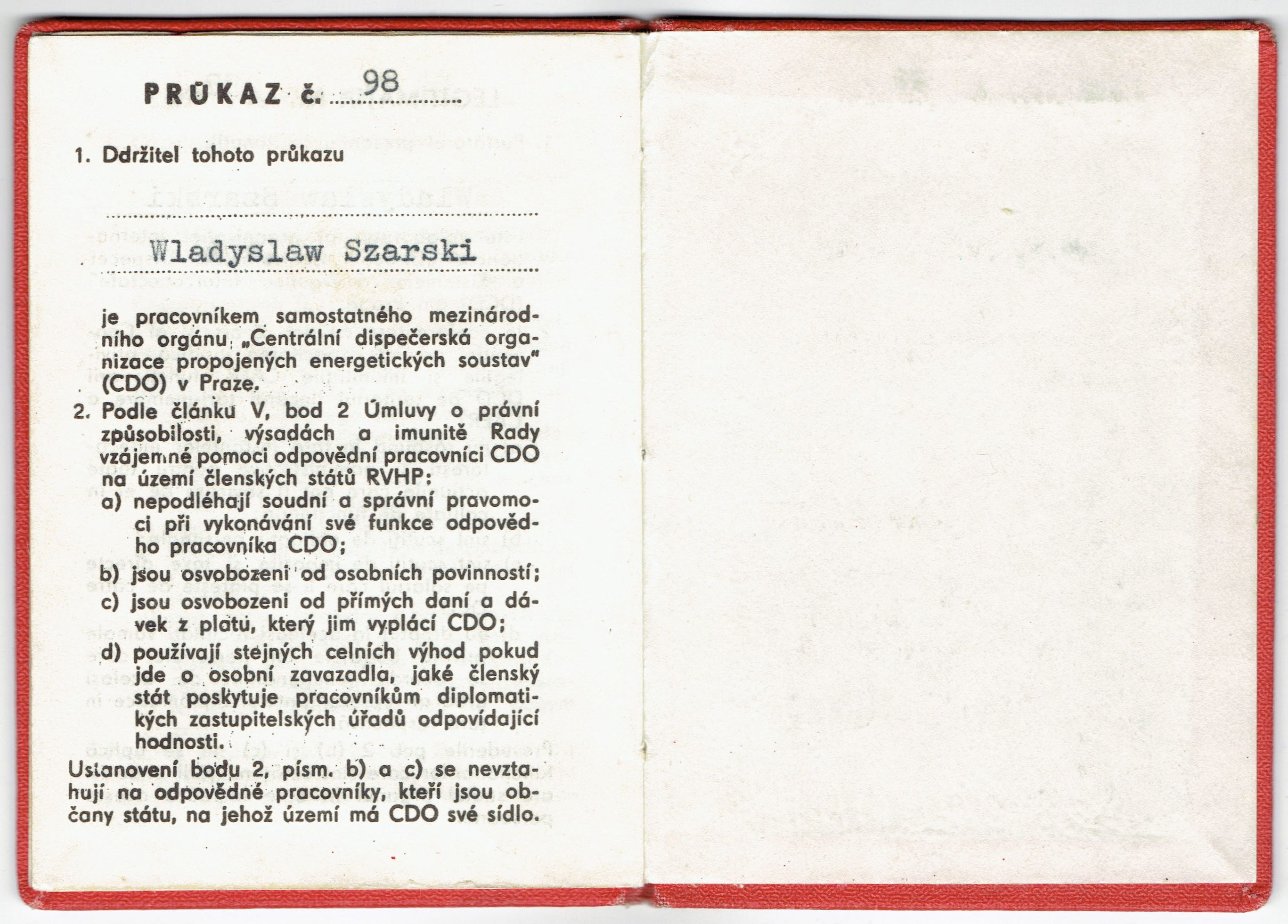
Legitymacja służbowa CZD tekst czeski

Centralny Zarząd Dyspozytorski Połączonych Systemów Energetycznych (CZD) – międzynarodowa organizacja założona na podstawie umowy podpisanej w Moskwie przez przedstawicieli siedmiu krajów RWPG 25 lipca 1962.
Jako siedzibę wybrano budynek w Pradze przy ul. Jungmanovej 29 (przedwojenny budynek koncernu Škoda).
Umowę sporządzoną w języku rosyjskim podpisali przedstawiciele Bułgarii Czechosłowacji, Węgier, NRD, Polski Rumunii i ZSRR. Językiem urzędowym CZD był język rosyjski.
Celem organizacji było racjonalne i efektywne wykorzystanie możliwości połączonych synchronicznie systemów energetycznych krajów RWPG oraz koordynowanie wzajemnych dostaw energii elektrycznej przez połączone sieci przesyłowe tych krajów.
Jako pierwsze połączono już w 1960 r. systemy energetyczne Czechosłowacji i Węgier. Rok później dołączyły do nich Polska i NRD. Kolejno do energetycznych systemów połączonych „MIR” (Pokój) dołączono systemy Rumunii i Bułgarii oraz wydzielone części systemu ZSRR.
Każdy z krajów-członków CZD delegował na 4-letnie kadencje czterech specjalistów z dziedziny energetyki – w tym jednego dyspozytora do pracy trójzmianowej.
Dokumenty osobiste wystawiane pracownikom przez władze Czechosłowacji były drukowane w siedmiu wersjach językowych każdy, z tym, że wersja podstawowa była napisana w języku rosyjskim.
Oficjalne nazwy Centralnego Zarządu Dyspozytorskiego brzmiały :
1.	Jęz. rosyjski: Центральное Диспетчерское Управление объединенных энергетических систем (ЦДУ)
2.	Jęz. bułgarski: Централно Диспечерско Управление нa обединените енергетически системи (ЦДУ)
3.	Jęz. węgierski: Egyesitett Energiarendszerek Központi Teherelosztója (CDU)
4.	Jęz.niemiecki: Organisation der Zentralen Dispatcher Verwaltung der Vereinigten Energiesysteme (ZDV)
5.	Jęz. polski: Centralny Zarząd Dyspozytorski Połączonych Systemów Energetycznych (C.Z.D.)
6.	Jęz. rumuński: Directia Centrala de Dispecer a Sistemelor Energetice Interconectate (DCD)
7.	Jęz. czeski: Centrální dispečerska organizace propojených energetických soustav (CDO)

Dyspozytorzy energetyczni z dyspeczingu CZD przez 24 godziny na dobę koordynowali pracę połączonych systemów i międzynarodowe przesyły energii elektrycznej, dzięki międzynarodowej łączności specjalnej.

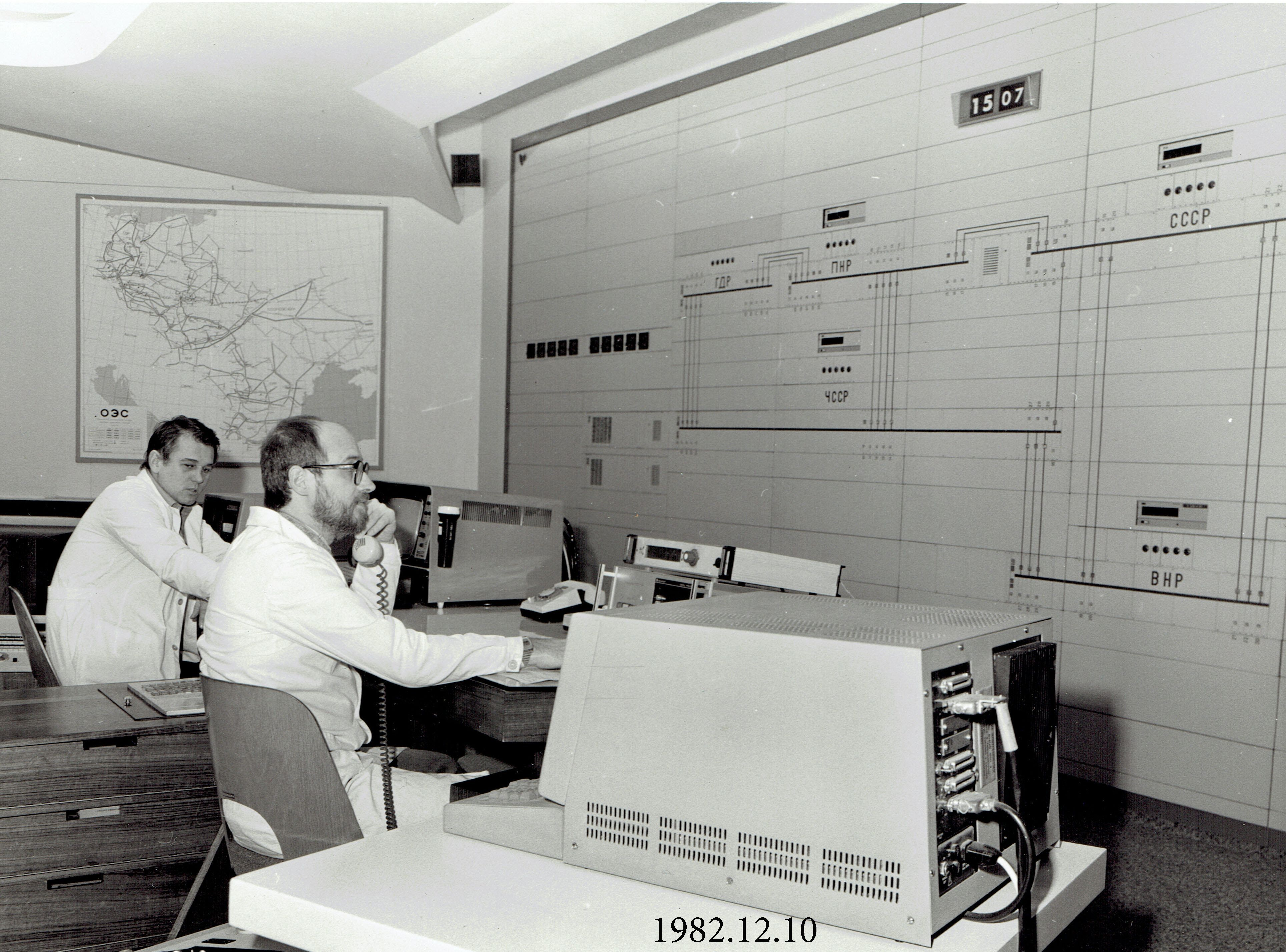
1982 CDO Praha-dyspozytor polski-Szarski i dyspozytor węgierski

Ponadto CZD koordynowało plany budowy międzynarodowych linii przesyłowych wysokiego napięcia, oraz nadzorowało ich remonty.

W 1992 r. z sieci Polski, Czech, Słowacji i Węgier utworzono sieć pod nazwą CENTREL, przygotowując ją do przyłączenia do zachodnioeuropejskiej sieci UCPTE. Równolegle, w latach 1993–1994 zakończono działanie systemu energetycznego „MIR” przez odłączenie się  systemów NRD, Bułgarii, Rumunii oraz ZSRR.
W 1994 roku w ramach przygotowań do synchronizowania się sieci CENTREL z krajami Zachodniej Europy – dyspeczing CZD zakończył działalność. Pozostałe prace koordynacyjne CZD zostały zakończone podpisaniem ugody w końcu 2004 r.

Synchronizacja sieci CENTREL z  Zachodnią Europą nastąpiła dnia 18.10.1995 r. W dniu 18.10.2006 r. zdecydowano o rozwiązaniu CENTREL, gdyż należące do niej podmioty są pełnoprawnymi członkami UCPTE.